# Jaume Huguet
Jaume Huguet [džajme úget], také Jaime Huguet (kolem roku 1415, Valls – 1492, Barcelona) byl jeden z nejvýznamnějších katalánských malířů druhé poloviny 15. století.

## Život a dílo
Jaume Huguet byl významný katalánský a španělský malíř konce období středověku. Řemeslu se nejprve učil u svého strýce malíře Pedra Hugueta, který žil od roku 1434 v Barceloně. Jaume Huguet je zmíněn v písemných barcelonských pramenech z roku 1448. V Barceloně strávil celý svůj život, krom krátkých pobytů v Tarragoně a Zaragoze. Malíř Luis Dalmaus seznámil Hugueta s tvorbou Jana van Eycka, jehož umění mělo vliv na celé španělské malířství tohoto období. Huguet vytvářel rozměrné oltářní obrazy a na jeho rozsáhlém díle se podílela i jeho velká dílna.
Deskový pbraz Umučení svatého Vincence na roštu byl součástí hlavního oltáře kostela S. Vincente v Sarriá u Barcelony. Oltář byl v 18. století rozebrán. Skládal se ze skříňky se sochou Sv. Vincence ze Zaragozy, jež byla obklopena výjevy ze života světce a mnoha dalšími figurami, především andělů, lijících do ohně vodu. Celý výjev působivě dokumentuje Huguetovu schopnost vyprávět pomocí obrazu příběh.
Obraz Poslední večeře je symetricky vystavěná kompozice. Malíř ztvárnil prostor velmi působivě, s naturalistickou reprodukcí dvanácti apoštolů. Puncovaný zlatý podklad je charakteristický pro Huguetovy obrazy vytvořené po roce 1450. Použitím zlatého podkladu se malíř přizpůsoboval vkusu a požadavkům objednavatelů, což byly téměř výhradně barcelonské řemeslnické cechy.

## Galerie

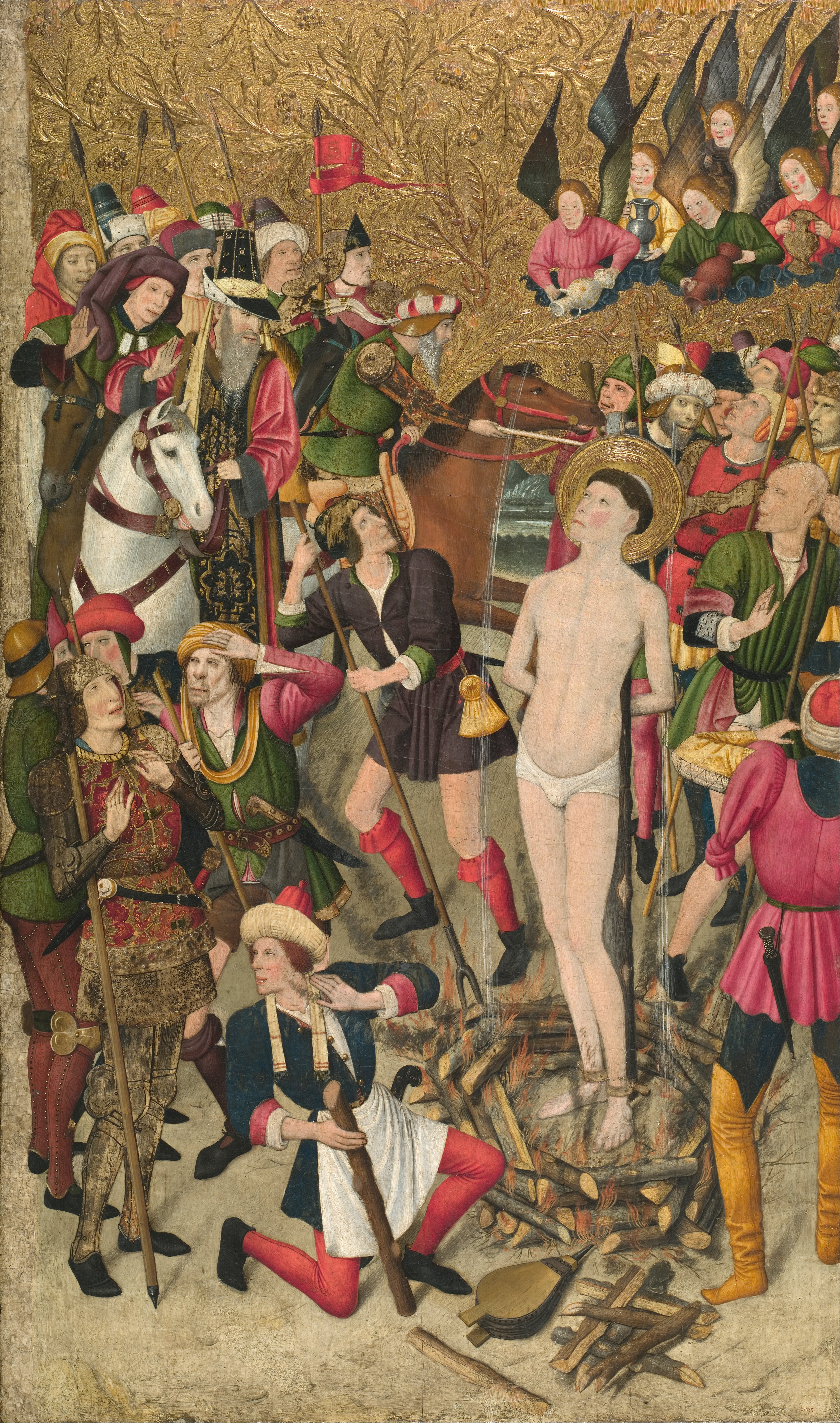
Umučení sv. Vincence na roštu, 1450 – 1456, tempera na dřevě, 166 cm x 93 cm, Museo de Arte Cataluňa, Barcelona
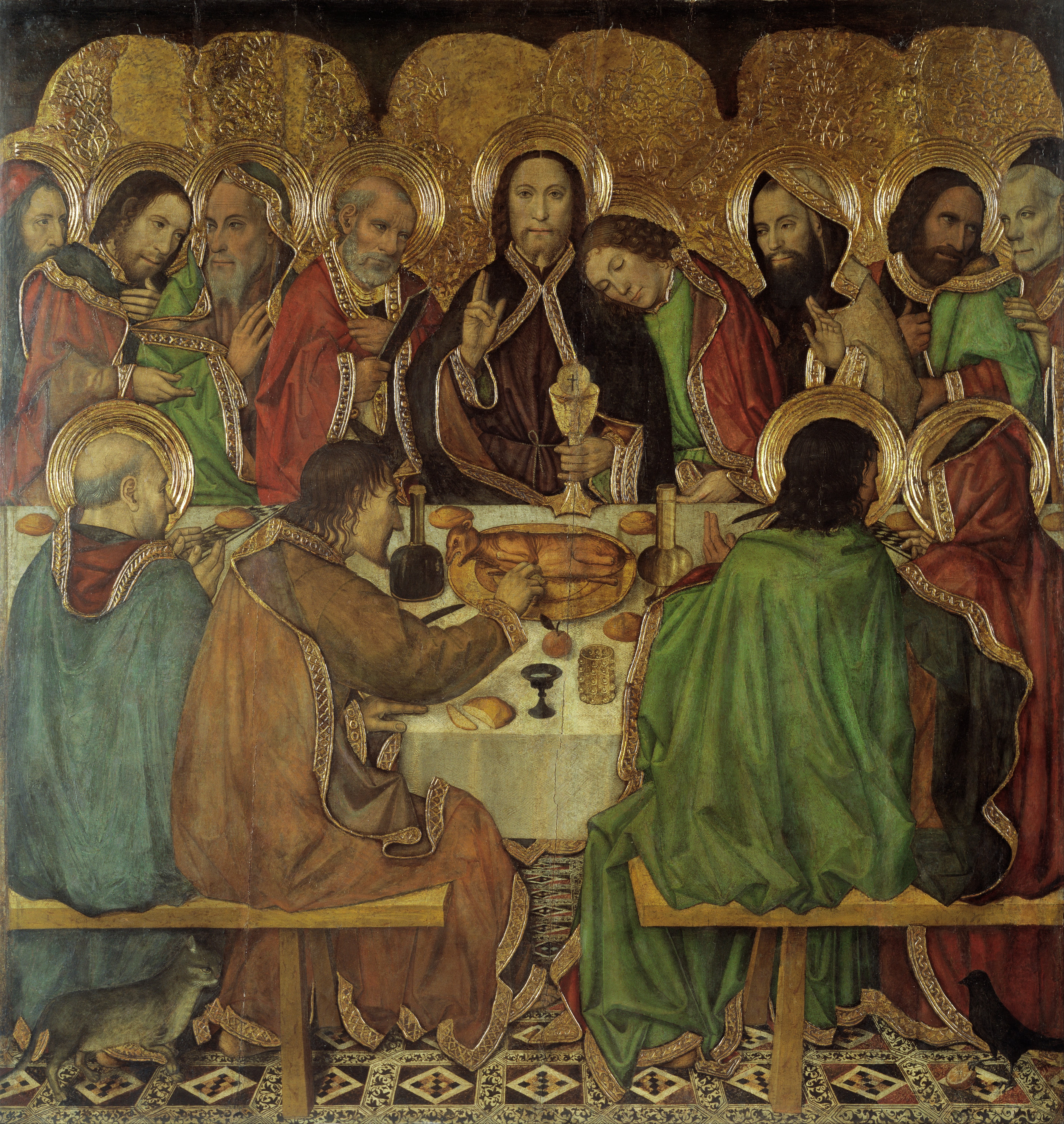
Poslední večeře, tempera na dřevě, 162 cm x 170 cm, Museo de Arte Cataluňa, Barcelona
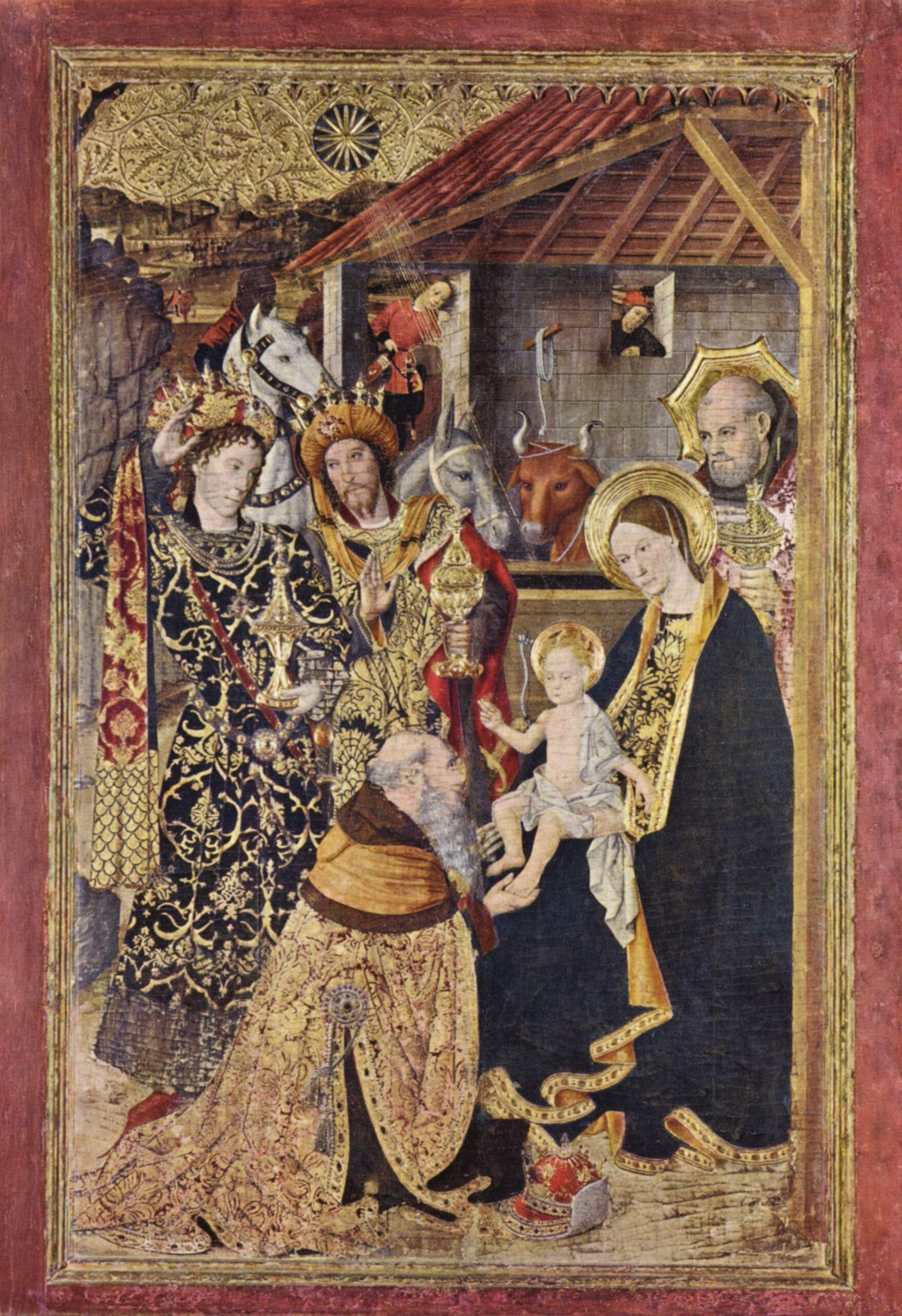
Mágové uctívající Ježíška, 1456, 673 cm × 368 cm
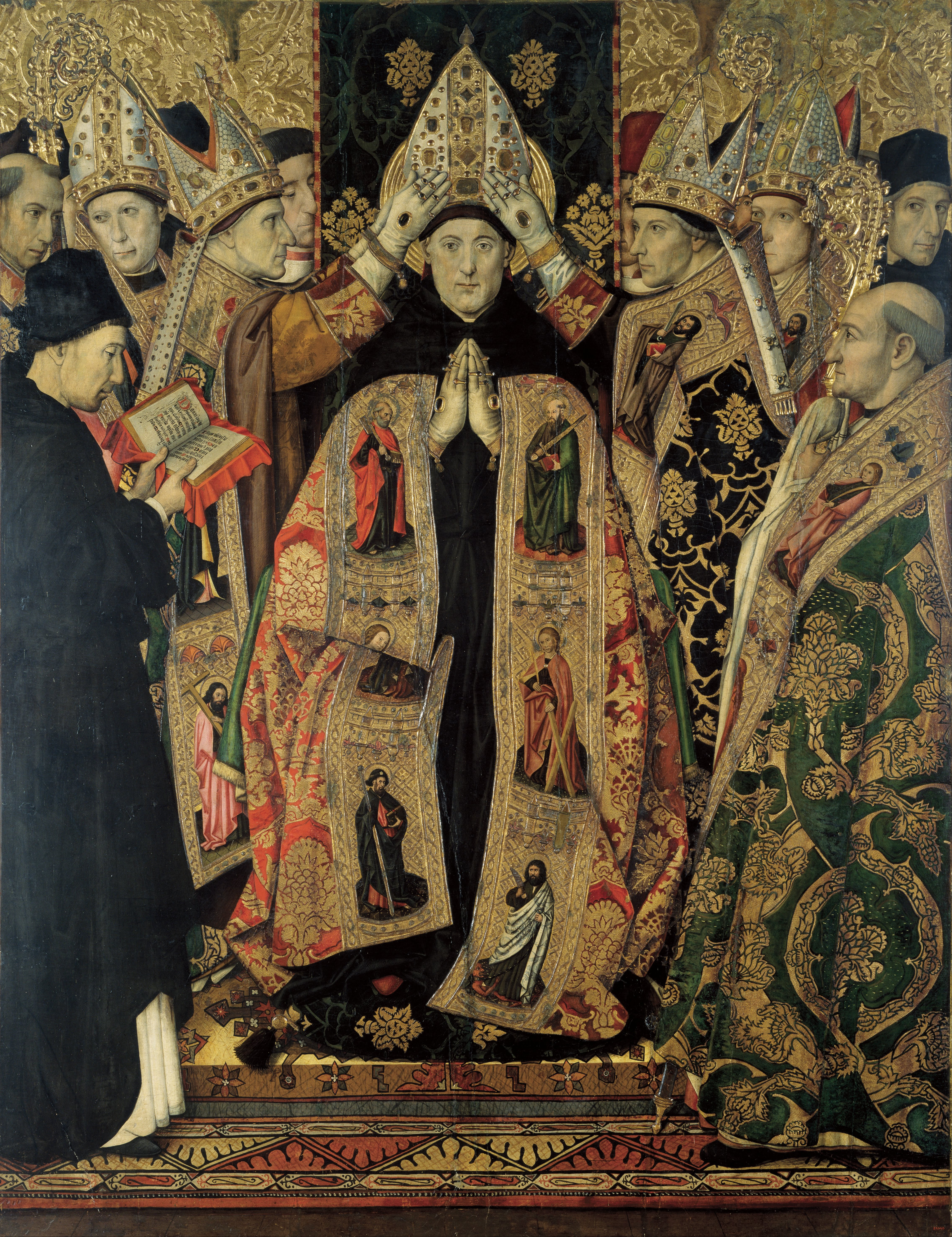
Biskupské světí svatého Augustina, kolem 1475, 250 cm x 193cm

## Hlavní díla
- Bičování Krista , kolem roku 1455, Musée du Louvre
- Oltář se světci Abdonem a Sennenem, 1459-1461, Santa Maria, Tarrasa
- Oltář Klanění tří králů, 1464-1465, Real Capilla de San Aqueda, Barcelona[1]